# Rodel
Rodel är en kälksport där man färdas i en sorts kälke med metallmedar på en nedåtlutande bana av is. Åkaren ligger på rygg och åker med fötterna först. Åkaren styr rodeln genom att påverka medarna med benen. Rodel förekommer i två huvudsakliga former: banrodel och naturrodel, i Sverige förekommer även formen alpinrodel. Det som kallas sommarrodel är inte en idrott utan ett fritidsnöje som finns i äventyrsparker, t. ex. i Rättvik.
Sveriges enda rodelbanor finns i Hammarstrand (banrodel, skeleton) och på Lidingö (naturrodel). Bägge är naturbanor med natursnö och -is, jämfört med den moderna, konstfrusna anläggningen i Lillehammer.

## Banrodel

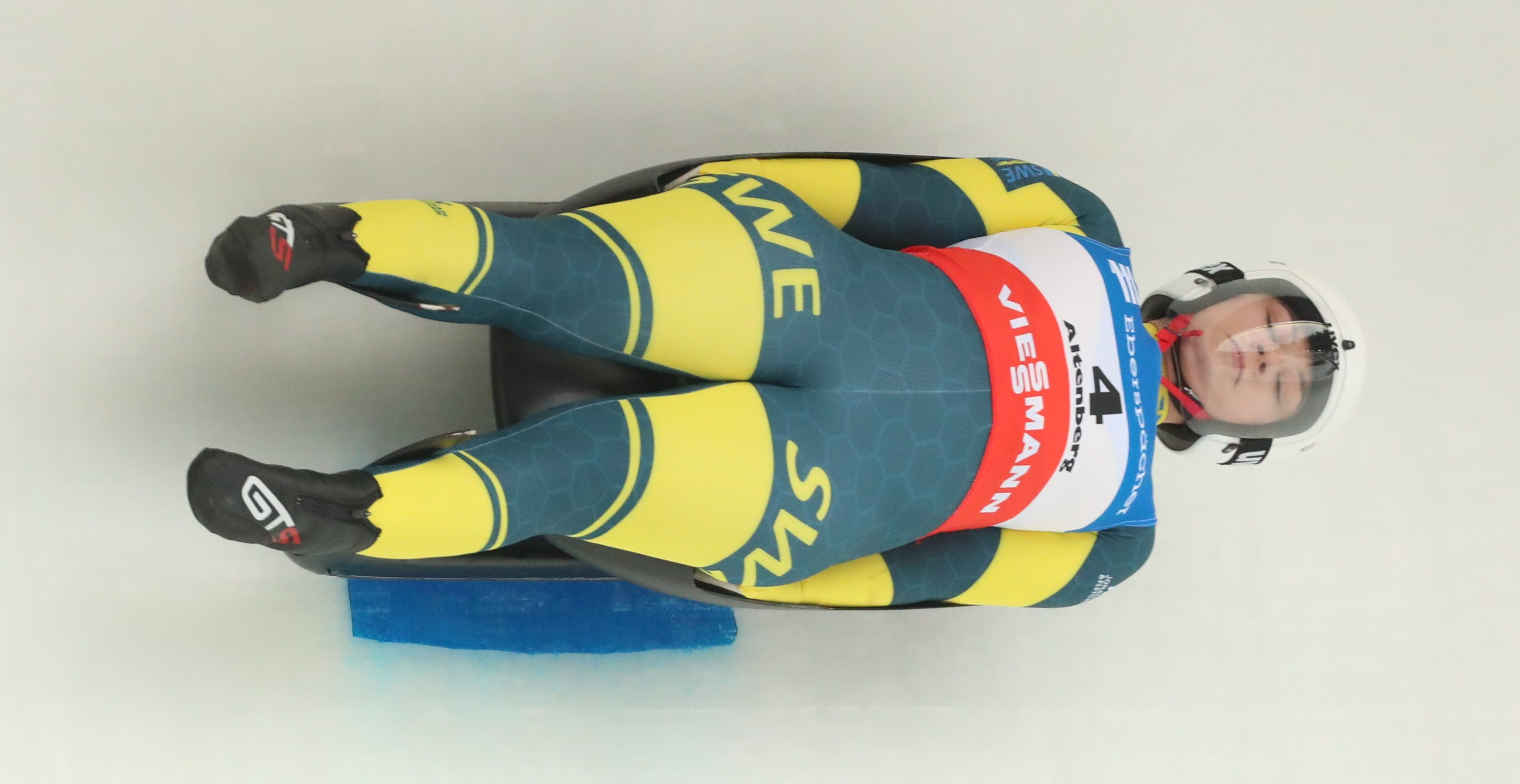
Svenska banrodelåkaren Tove Kohala på världscupen i Altenberg 2020
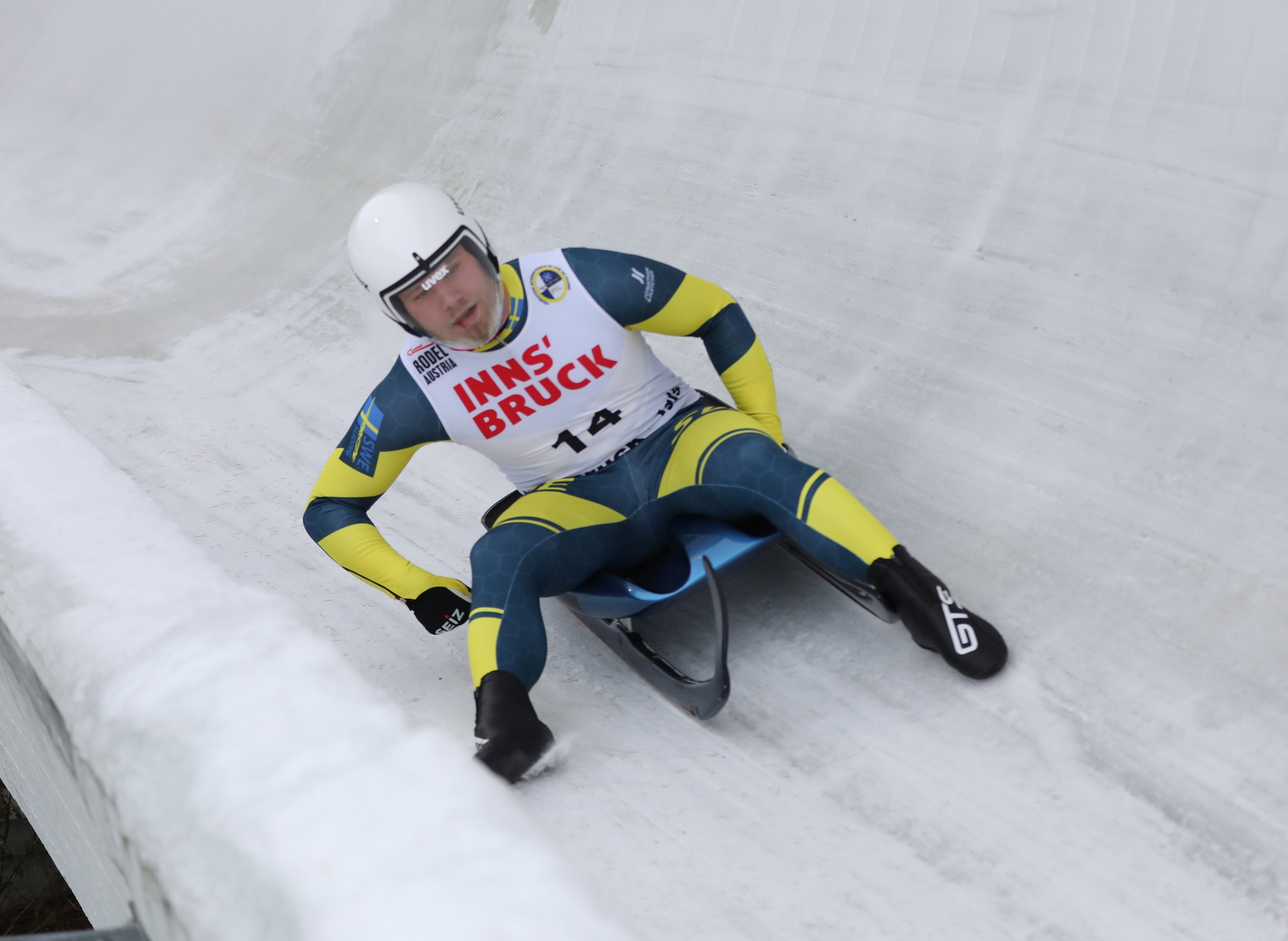
Svenska banrodelåkaren Svante Kohala på världscupen i Igls 2019

Banrodel (även konstrodel eller konstbanerodel) är den vanligaste formen av rodel. Man tävlar med singel- och dubbelkälkar. Kälken har ett skal i glasfiber som vilar på två medar. Singelkälken är byggd för en person och väger 21 till 25 kilo och maxavståndet mellan medarna är 45 cm. Maxbredden för hela ekipaget är 55 cm. För dubbelkälken gäller samma mått men väger i regel 5 kilo mer än singelrodeln då två personer ska få plats. Rodel åks i samma banor som bob med en startpunkt längre ner i banan, och hastigheter över 100 km/h är inte ovanliga. Starten utgår från en sorts startblock där åkaren tar sats genom att skjuta ifrån med händerna. Han fortsätter att sittande ta fart med hjälp av spikförsedda handskar och därefter lägger han sig ner för att minska luftmotståndet. Åkaren styr sedan kälken i banans ideallinje genom att trycka på medarna med benen samt att förflytta överkroppens tyngdpunkt. Kvalomgångar avgör startordningen, en bra position i startfältet är viktig då banan försämras efter varje åkare. Då kälken saknar bromsar tar åkaren tag i medarnas böjda framdelar och "stegrar" kälken för att få stopp på den.
Banrodel är en olympisk gren sedan 1964, sporten är stor i Tyskland och Österrike. Herrar tävlar i singel och dubbel, damer tävlar enbart i singel. För singel gäller den sammanlagda tiden efter fyra åk, i dubbelåkning är det tiden efter två åk som räknas.

## Naturrodel

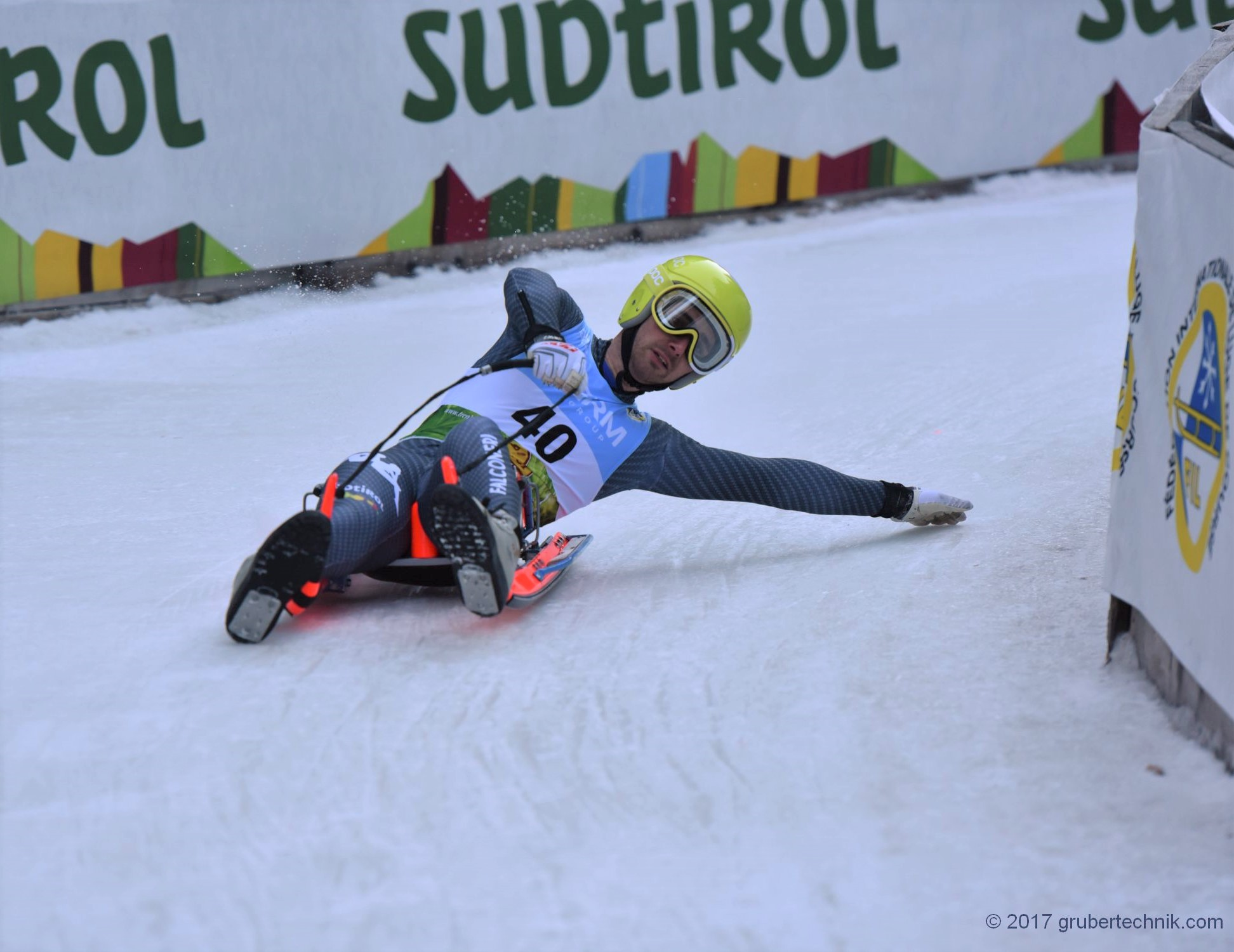
Naturrodelåkare (på is, utan dosering)
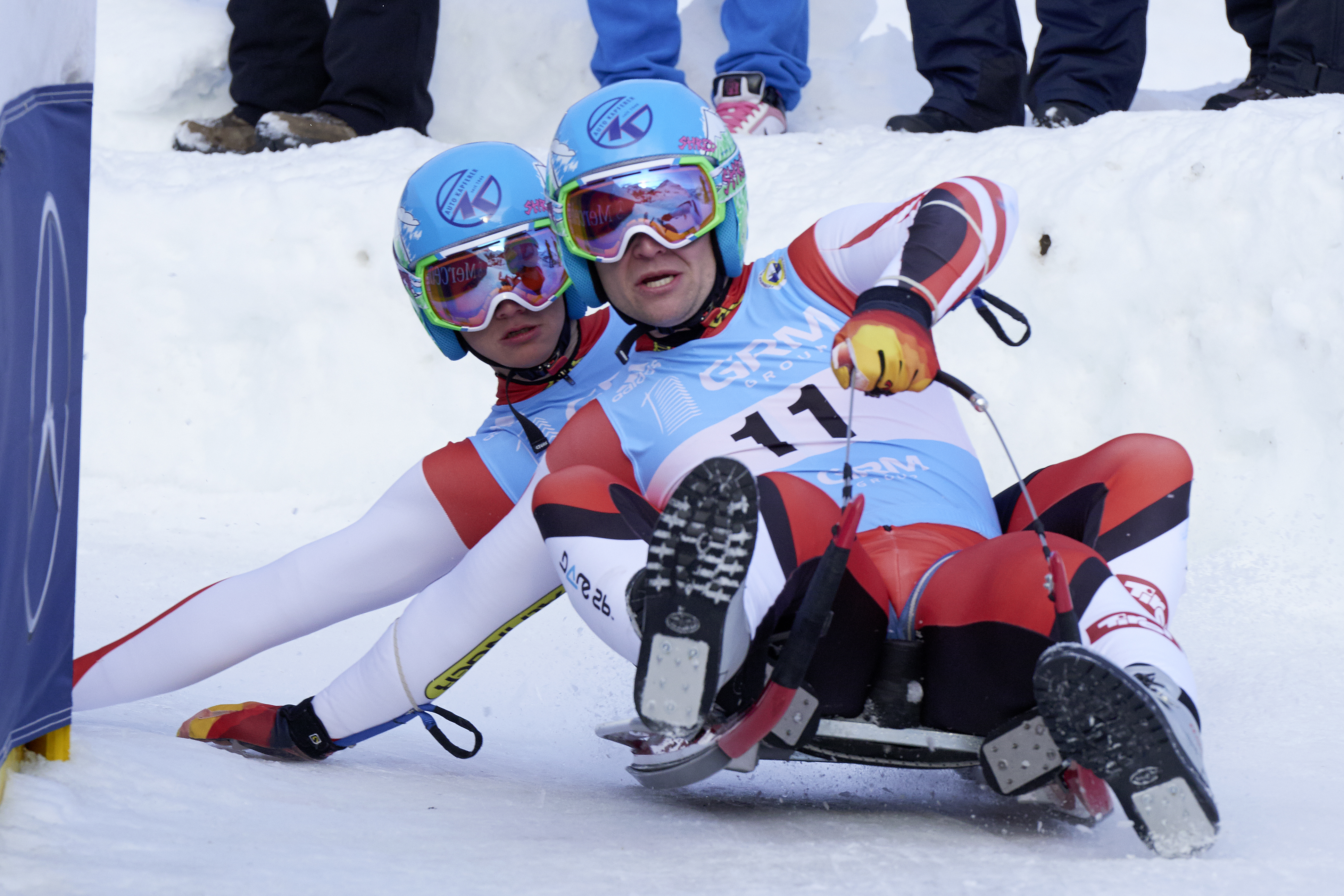
Naturrodelåkare (dubbel)

En annan form av rodel är naturrodel. Naturrodel åks på en mycket enklare bana än konstrodel och man åker liggande på rygg med fötterna först. Styrning sker genom att man trycker fram på medarna med fötterna och drar i ett snöre som är fastsatt på varsin med. Banan saknar dosering i kurvorna och var ursprungligen en isad väg utför ett berg. I naturrodel kommer man sällan över 70 km/h. I Sverige finns en aktiv naturrodelbana på Lidingö, vid Ekholmsnäsbacken. Där förekommer tävlingar såsom SM samt Lidingö-cupen. År 2010 vann Daniel Nowik (född 1994) båda dessa tävlingar.

## Alpinrodel och sportrodel

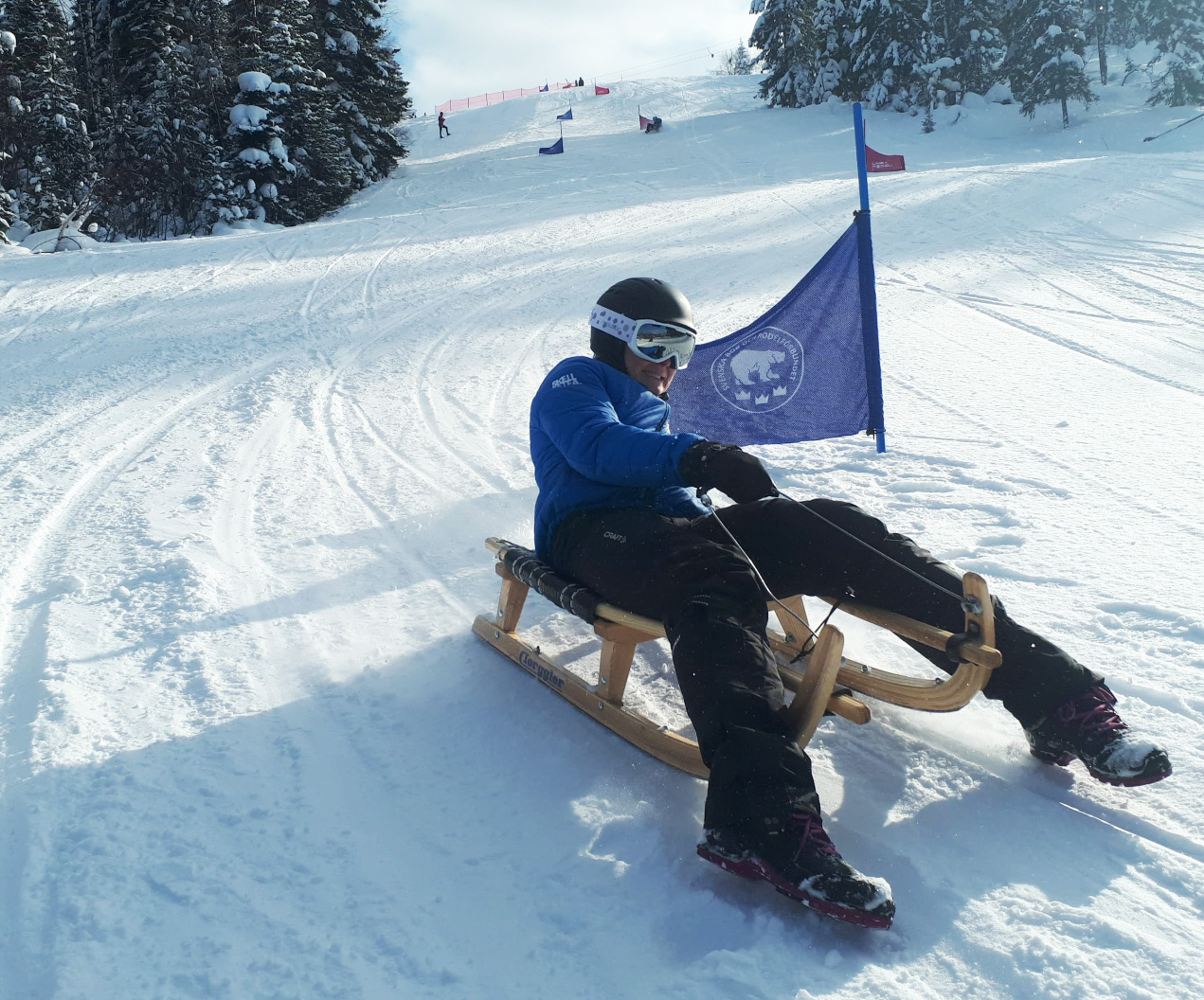
Alpinrodel (på snö, med portar).
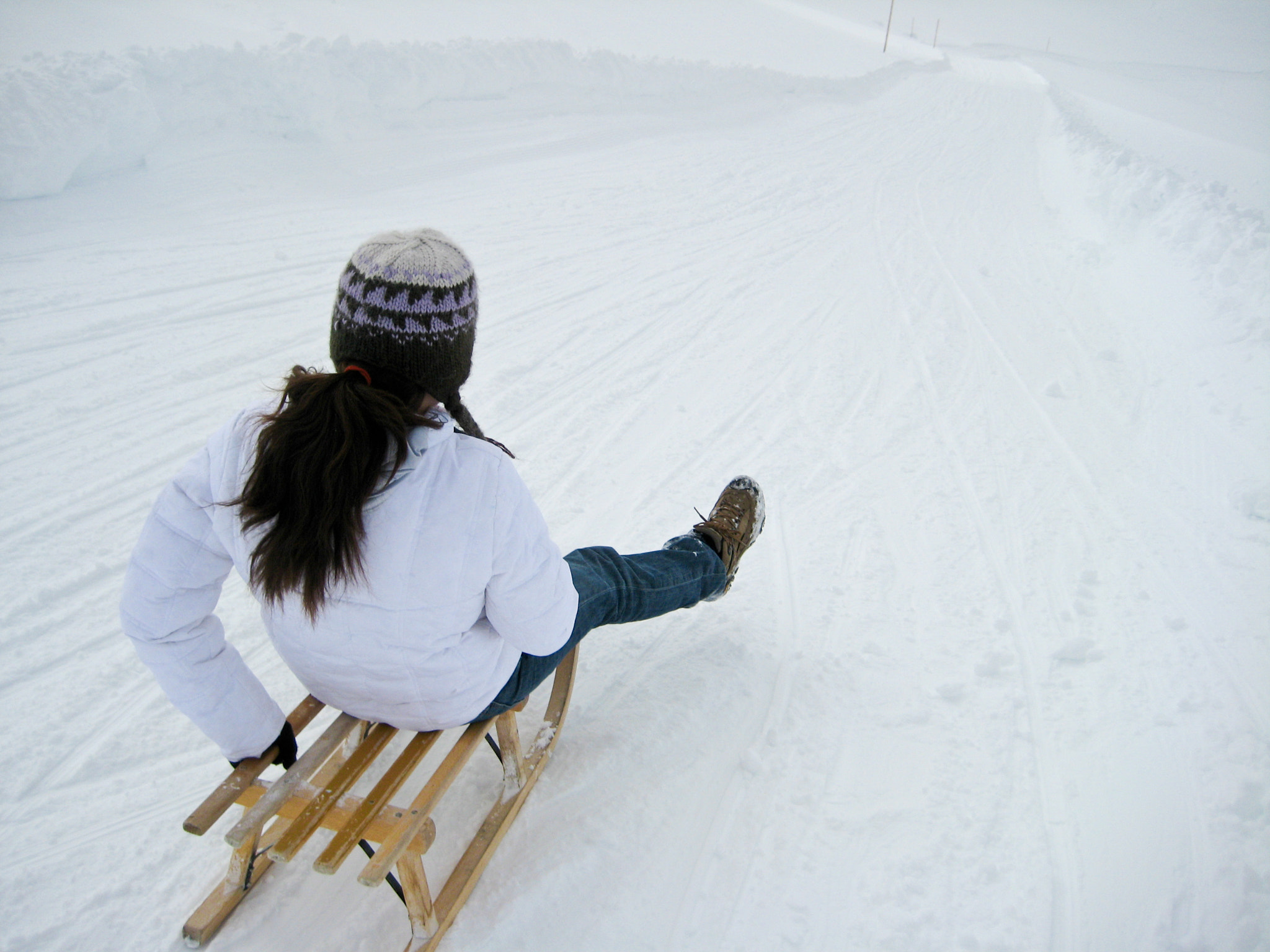
Sportrodel (på snö, utan portar).

Alpinrodel bygger på samma teknik som naturrodel, men kälken är i stället för is anpassad för att köras på snö. Vanligen utövas alpinrodel i pistade skidbackar med portar som i slalom. Alpinrodel har i sin nuvarande form körts i Sverige sedan 2014.
Alpinrodel kan även köras i samma typ av banor som naturrodel, om banorna inte spolas. Den typen av rodelåkning kallas för sportrodel och är då utan portar.

## Svenska rodelåkare
OS-fakta från Sveriges olympiska kommitté.
- Berit Salomonsson Wahlberg, Arta BK (Hammarstrand), banrodel (Grenoble 1968)
- Hans Sahlin, Arta BK (Hammarstrand), banrodel (Grenoble 1968)
- Per-Ulf Helander, Stockholms RK, banrodel (Grenoble 1968)
- Ivar Bjare, Saltsjöbadens RK, , banrodel (Grenoble 1968)
- Jan Nilsson, , banrodel (Grenoble 1968)
- Agneta Lindskog Fladvad, Saltsjöbadens RK, banrodel (Innsbruck 1976, Lake Placid 1980)
- Anneli Gomo (Näsström), Hammarstrands RK, banrodel (Lake Placid 1980)
- Anders Näsström, Hammarstrands RK, banrodel (Calgary 1988)
- Veronica Nelson, Stockholms RK, banrodel (Innsbruck 1976)
- Nils Vinberg, banrodel (Innsbruck 1976)
- Michael Gårdebäck, Saltsjöbadens RK, banrodel (Innsbruck 1976)
- Stefan Kjernholm, Blackebergs BC (Stockholm), banrodel (Innsbruck 1976, Lake Placid 1980)
- Kenneth Holm, banrodel (Lake Placid 1980)
- Lotta Dahlberg, Saltsjöbadens RK, banrodel (Sarajevo 1984)
- Fredrik Wickman, banrodel (Sarajevo 1984)
- Mikael Holm, banrodel (Calgary 1988), Albertville 1992), Lillehammer 1994), Nagano 1998)
- Carl-Johan Lindqvist, Saltsjöbadens RK, banrodel (Albertville 1992), Lillehammer 1994)
- Hasse Kohala, Saltsjöbaden RK, banrodel (Albertville 1992), Lillehammer 1994)
- Bengt Walden, Saltsjöbadens RK, banrodel (Nagano 1998, Lillehammer 1994, Salt Lake City 2002)
- Anders Söderberg, Bydalens BRK, banrodel (Nagano 1998, Lillehammer 1994, Salt Lake City 2002)
- Svante Kohala, Skärgårdens RKK, banrodel (Ungdoms-OS i Lillehammer 2016)
- Tove Kohala, Skärgårdens RKK, banrodel (Ungdoms-OS i Lillehammer 2016)
- Michael Törnquist, Lidingö RC, naturrodel och alpinrodel
- Carina Solhag, Borlänge RK, naturrodel och alpinrodel
- Christopher Fladvad, Umeå RK, alpinrodel (Svensk mästare 2019, 2022)
- Tove Olofsson, Umeå RK, alpinrodel (Svensk mästare 2016, 2018, 2019)
- Luna Wiklund, Skellefteå RS, alpinrodel (Svensk mästare 2022)

## Kända rodelåkare
- Georg Hackl, Tyskland (banrodel)
- Natalie Geisenberger, Tyskland (banrodel)
- Ute Rührold, Östtyskland (banrodel)
- Melitta Sollmann, Östtyskland (banrodel)
- Anne Abernathy, Amerikanska Jungfruöarna (banrodel)
- Armin Zöggeler, Italien (banrodel)
- Jekaterina Lavrentjeva, Ryssland (naturrodel)
- Patrick Pigneter, Italien (naturrodel)
- Alex Gruber, Italien (naturrodel)